# Heros (Rose)
Heros ist eine Rose des Züchters Mathias Tantau; sie wurde im Herbst 1933 anlässlich der 700-Jahr-Feier der Stadt Uetersen und zur Eröffnung des  Rosariums eingeführt. Ihr Name entstand aus den beiden Wörtern „Heimat“ und „Rose“. Im Rahmen der damals größten Rosenschau ihrer Art in Uetersen im Jahre 1934 erhielt diese Züchtung den 1. Preis.
Die karminrote, großblumige, mit 26 bis 40 Petalen stark gefüllte Blüte entwickelt einen starken, aromatischen Duft. Die Pflanze wächst buschig und erreicht eine Höhe von bis zu drei Metern. Sie ist frosthart bis −23 °C (USDA-Zone 6). Bei einem ungünstigen Standort ist sie anfällig für Mehltau.
'Heros' ist nicht mehr im Handel erhältlich. Mathias Tantau züchtete sie aus den Sorten 'Johanniszauber' und 'Etoile de Hollande'.